# 消えない罪
『消えない罪』（きえないつみ、原題：The Unforgivable）は、2021年制作のアメリカ合衆国のドラマ映画。サンドラ・ブロック主演兼・製作。サリー・ウェインライトの『Unforgiven』を原作としている。
Netflixで2021年12月10日から配信。それに先立つ11月26日から一部劇場で公開される。

## あらすじ
警察官を殺害した罪で20年間服役したルース・スレイターは、模範囚として仮釈放を認められるが、警察官殺しに対する世間の目を厳しく、就職先でも酷い虐めに遭う。
そんなルースの願いは、服役中も手紙を出し続けながら、なぜか返事の来なかった妹と再会することだった。事件当時５歳だった妹は、以前の記憶を失い、新しい家庭に引き取られて平和に暮らしていた。
一方、警察官の父親を殺害された２人の息子は、ルースの仮釈放を知り、復讐の機会をうかがっていた。

## キャスト
※括弧内は日本語吹替。
- ルース・スレイター：サンドラ・ブロック（本田貴子[8]）
- ジョン・イングラム：ヴィンセント・ドノフリオ（楠見尚己[8]）
- リズ・イングラム：ヴィオラ・デイヴィス（林真里花[8]）
- ブレイク：ジョン・バーンサル（坂詰貴之[8]）
- スティーヴ : ウィル・プーレン（水中雅章[8]）
- マイケル・マルコム：リチャード・トーマス（仲野裕）
- レイチェル・マルコム：リンダ・エモンド（駒塚由衣）
- キャサリン・マルコム：アシュリン・フランシオーシ（中井美琴）
- ヴィンセント・クロス：ロブ・モーガン（滝知史）
- コーリー : アンドリュー・フランシス
- ハナー : ジェシカ・マクロード
- その他の日本語吹き替え‐定岡小百合、亀田真央、川上ひろみ、岡本幸輔、三重野帆貴、葛原詩織、所河ひとみ、和優希、内野孝聡、佐々木祐介、吉野貴大、蒔村拓哉

## 評価
レビュー・アグリゲーターのRotten Tomatoesでは81件のレビューで支持率は37%、平均点は5.0/10となった。Metacriticでは20件のレビューを基に加重平均値が41/100となった。